# 세라 웨인 캘리스
세라 웨인 캘리스(Sarah Wayne Callies, 1977년 6월 1일 ~ )는 미국의 배우이다.

## 출연 작품

### 영화
- 위스퍼 (2007)
- 어느 날, 사랑이 걸어왔다 (2010)
- 페이스 블라인드 (2011)
- 인투 더 스톰 (2014)
- 페이 더 고스트 (2015)
- 아더 사이드 오브 도어: 악령의 문 (2016)

### 텔레비전
- 로앤오더: 성범죄 전담반 (2003)
- 넘버스 (2005)
- 프리즌 브레이크 (2005-09, 2017)
- 하우스 (2010)
- 워킹 데드 (2010-13, 2018)
- 콜로니 (2016-18)